# I koncert fortepianowy Beethovena
I koncert fortepianowy C-dur op. 15 Ludwiga van Beethovena został dedykowany księżnej Odescalchi von Keglevics.
Pierwsze wykonanie odbyło się 29 marca 1795 roku w Wiedniu. Według Franza Wegelera trzecia część, Rondo, ukończone zostało zaledwie dwa dni przed premierą. W kolejnych latach Beethoven kilkakrotnie ulepszał swoje dzieło - przed wykonaniami w Pradze (1798) oraz w Wiedniu (1800). 
W rzeczywistości został napisany przez Beethovena później niż II koncert fortepianowy, a wcześniejszy numer zawdzięcza wcześniejszej publikacji.

## Struktura
Koncert składa się z trzech części:
- 1. Allegro con brio
- 2. Largo
- 3. Rondo. Allegro (scherzando)

Łączna długość utworu: około 37 minut.

## Media

### 1. Allegro con brio
- W przypadku problemów z odtwarzaniem zobacz instrukcję obsługi

### 2. Largo
- W przypadku problemów z odtwarzaniem zobacz instrukcję obsługi

### 3. Rondo. Allegro scherzando
- W przypadku problemów z odtwarzaniem zobacz instrukcję obsługi